# Gârliciu
Gârliciu – wieś w Rumunii, w okręgu Konstanca, w gminie Gârliciu. W 2011 roku liczyła 1619 mieszkańców.